# 光明大桥
光明大桥是一个广东省广州市一座跨河桥梁，是广州市首座升降式开合桥梁，也是番禺市桥中心城区横跨市桥河的第6座跨河桥梁。光明大桥北接长堤西路，南连南堤路，桥头两侧与被交路平交。大桥全长115.857米，其中桥梁全长98.6米，主桥主跨53.6米，桥宽24米，采用双向4车道，两侧各设4米人行道，桥梁直接与两侧堤岸连接。
光明大桥含引道的全程为北起广州市市桥街禺山大道，呈南北走向，沿环城西路、大西路，跨越市桥水道，南接桥南街南堤路、乐园路、南华路相交止，全长1.7公里（首期实施清河西路至南华路段）。届时，市桥河上贯通市桥街与桥南街的大桥将由现在的五座增加至六座。
该大桥已于2017年3月19日开工建设，工期预计18个月，已于2019年9月6日建成通车。